# Ал-Фил
Сура Ал-Фил (Арабски: سورة الفيل), „Слонът“, е 105-ата сура от Корана. Низпослана е в Мека и се състои от пет айета.

## Относно
Ал-Фил върви в двойка заедно със следващата сура, Курайш и напомня на племето Курейши, което доминирало в Мека за добрините, които Аллах им сторил; всъщност се смята, че в копието на Корана на Осман двете сури били сляти в една.